# De kinderkaravaan
De kinderkaravaan is een jeugdboek van An Rutgers van der Loeff, verschenen in 1949. Het verhaal speelt zich af in het jaar 1844 in het noordwesten van de Verenigde Staten. Het gaat over zeven wees geworden pionierskinderen, allen broer en zus. Samen ondernemen zij een gevaarlijke tocht over de Oregon Trail, dwars door de wildernis en de Rocky Mountains.

## Verhaal
De pionier Henry Sager vertrekt met zijn vrouw en zeven kinderen in een grote karavaan vanuit fort Laramie bij Independence (Missouri) richting Oregon, in de hoop daar een beter bestaan op te bouwen. De jongste van de kinderen is een pasgeboren baby. Tijdens de tocht worden Henry Sager en zijn vrouw echter beiden ziek en overlijden. De 13-jarige John Sager, de oudste van de zeven kinderen, besluit de grote groep trekkers te verlaten en met zijn zes broers en zussen de tocht zelfstandig voort te zetten. Samen met zijn broer Francis neemt hij de leiding. De zeven kinderen hebben alleen enkele lastdieren bij zich.
Na een lange tocht vol ontberingen, waarbij ze tijdens een grote brand op de Snake River Plain hun os kwijtraken en ternauwernood ontsnappen aan de dood, arriveren de kinderen bij Fort Boise in Zuidwest-Idaho, waar ze tijdelijk worden opgevangen door de factor van de Hudson's Bay Company. Daarna gaan ze weer verder met hun steeds zwaarder wordende tocht, waarbij de baby bijna overlijdt. De kinderen krijgen intussen een steeds grotere hekel aan hun broer, omdat John hen meedogenloos blijft opjagen en steeds strenger wordt; ze moeten immers voordat de winter invalt hun eindbestemming bereikt hebben, anders vriezen ze onherroepelijk dood. Behalve John beseft niemand van de groep dit. Uiteindelijk vinden ze een nieuw thuis bij de zendeling Marcus Whitman en diens vrouw Narcissa.

## Achtergrond
Lange tijd is aangenomen dat het verhaal geheel op ware gebeurtenissen was gebaseerd. Dit staat ook in het voorwoord van de eerste 27 edities van het boek, waarin Van der Loeff vertelt dat ze zich bij het schrijven baseerde op een Zwitsers krantenbericht dat haar ooit was toegestuurd. In 2014 werd echter bekend dat het bericht in kwestie grotendeels gefantaseerd was. De familie Sager heeft weliswaar echt bestaan en er waren inderdaad zeven kinderen, maar zij hebben nooit alleen gereisd. De Nederlandse journalist Imco Lanting kwam hier achter doordat hij de in het boek beschreven route zelf aflegde tot aan de Whitman Mission National Historic Site. In de archieven van Van der Loeff trof Lanting bovendien een brief uit 1965 aan, waarin een van de kleinkinderen van de "Sager-kinderen" protesteert tegen de onjuiste weergave in het boek van de familiegeschiedenis van de Sagers. Van der Loeff geeft in deze brief toe dat ze er in een Londense bibliotheek zelf ook al achter was gekomen dat het bericht, en daarmee dus ook haar verhaal, niet op waarheid berustte.